# Хоткевич Гнат Мартинович
Гна́т Марти́нович Хоткéвич (літературний псевдонім Гнат Галайда; 19 грудня (31 грудня) 1877 або 31 грудня 1877 (12 січня 1878), Харків — 8 жовтня 1938 там же або 13 жовтня 1942 на засланні) — український театральний і громадсько-політичний діяч, інженер, винахідник, композитор, письменник, перекладач, бандурист, скрипаль, піаніст, співак, сценарист, драматург, історик, мистецтвознавець, етнограф, педагог. Жертва сталінського терору.

## Життєпис
Народився в сім'ї Мартина Пилиповича Хоткевича (походив з міщан, за національністю поляк) та українки Ольги Василівни (до шлюбу Кривоногової), селянки з Сумщини.
1894 року з відзнакою закінчив Харківське реальне училище, що дало йому право при конкурсному складанні кількох іспитів вступити до вищого навчального закладу.
Наприкінці 1890-х років, ставши студентом Харківського технологічного інституту, він фактично очолив видавничу спілку «Вс. І. Гуртом», яка випустила понад десяток популярних брошур, що сприяли національному пробудженню українців. 1900 року закінчив технічний факультет Харківського технологічного інституту.
11.08.1898 року склав іспит помічника машиніста Єкатерининської залізниці на право керування паротягом (посвідка № 474)[https://violity.com/110564510-gnat-hotkevich-udostoverenie-na-upravlenie-parovozom-prava-harkov-ekaterinenskaya-zhd
1900 року короткий час працював залізничним інженером на Харківсько-Миколаївській залізниці.
Розробив власний проєкт дизельного поїзда (1901) на 30 років раніше від американського аналога.
У 1905 році був головою Центрального страйкового комітету на Харківсько-Миколаївській залізниці. Тісно контактував з бюро Всеросійського залізничного союзу в Москві. У грудні 1905 року взяв участь у конференції депутатів від двадцяти дев’яти залізниць, яка проводилася спільно з Центральним бюро Всеросійського залізничного союзу в Москві. На ній було проголошено початок загального страйку на залізниці Російської імперії з опівдня 7 грудня. Після арешту всього керівництва Всеросійського залізничного союзу на останнє засідання конференції, з’явилися лише три особи: представники від Варшави, Оренбурга та Харкова (Г.М.Хоткевич). Гнат Хоткевич на свій власний розсуд, без будь-якого узгодження з керівними органами Всеросійського залізничного союзу, написав відозву про припинення залізничного страйку від імені Центрального Бюро Союзу. У ній зазначалося, що Бюро визнає поточний момент відповідним для переходу до парламентської боротьби, закликає залізничників приступати до роботи з 19 грудня 1905 р., а також рекомендує енергійно готуватися до передвиборчої кампанії для проведення своїх представників до Державної думи. Інші два делеґати заклик надрукували та поширили страйкуючими залізницями. Хоткевич залишив Москву 18 грудня 1905 р. Далі, тікаючи від переслідувань влади в січні 1906 року був вимушений переїхати в Галичину, яка була тоді в складі Австро-Угорщини. У Галичині Хоткевич оселився спочатку в Львові, а потім у Криворівні; об'їхав усю Галичину й Буковину з скрипковими концертами та концертами українських народних пісень у супроводі бандури.
Повернувшись з Галичини 1912 року на Велику Україну, оселився в Києві й долучився до літературного й мистецького життя: виступав з лекціями. У січні 1913 року став редактором літературного журналу «Вісник культури і життя». У той же час продовжував концертувати з бандурою із серіями концертів «Вечір бандури».
Знову переслідуваний з початку Першої світової війни і висланий 1915 року за межі України, оселився у Воронежі, де жив до революції 1917 року.
До встановлення радянської влади в України поставився з недовірою, але з 1920 року активно включився до літературно-мистецького життя. У 1920—1928 роках викладав українську мову й літературу в Деркачівському зоотехнікумі.

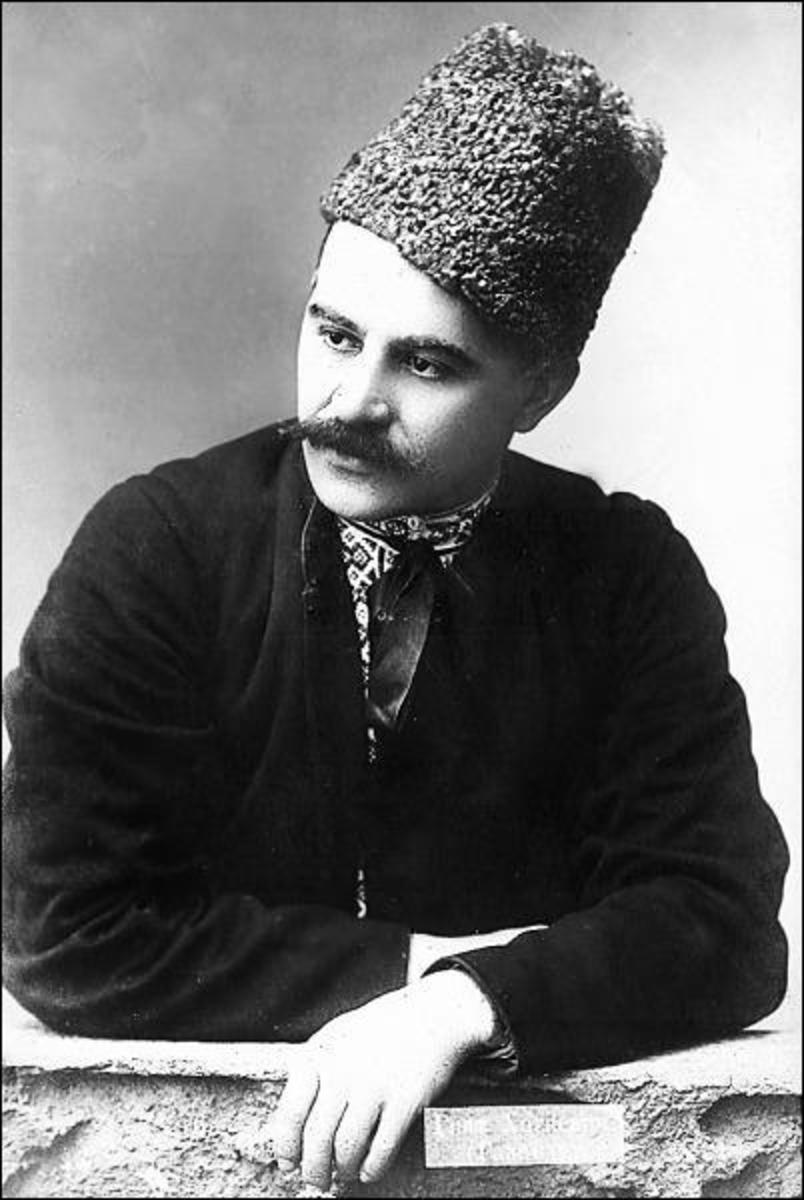
Гнат Хоткевич

У 1926—1932 роках викладав у Харківському музично-драматичному інституті, де проводив клас бандури.
У 1928—1932 роках — художній керівник Полтавської капели бандуристів.
Зазнав репресій в 1932 році й після смерті Миколи Скрипника втратив «державні» посади. Його твори заборонили.
У 1934 році потрапив під потяг, отримав тяжкі травми.
За єжовщини був заарештований. Особливою трійкою УНКВС по Харківській області 29 вересня 1938 року засуджений до розстрілу за «Участь у контрреволюційній організації і шпигунство на користь Німеччини». Вирок виконано 8 жовтня 1938 року.
«Реабілітований» 11 травня 1956 року. Після «реабілітації» видано «Твори в двох томах» (1966).

## Літературна діяльність

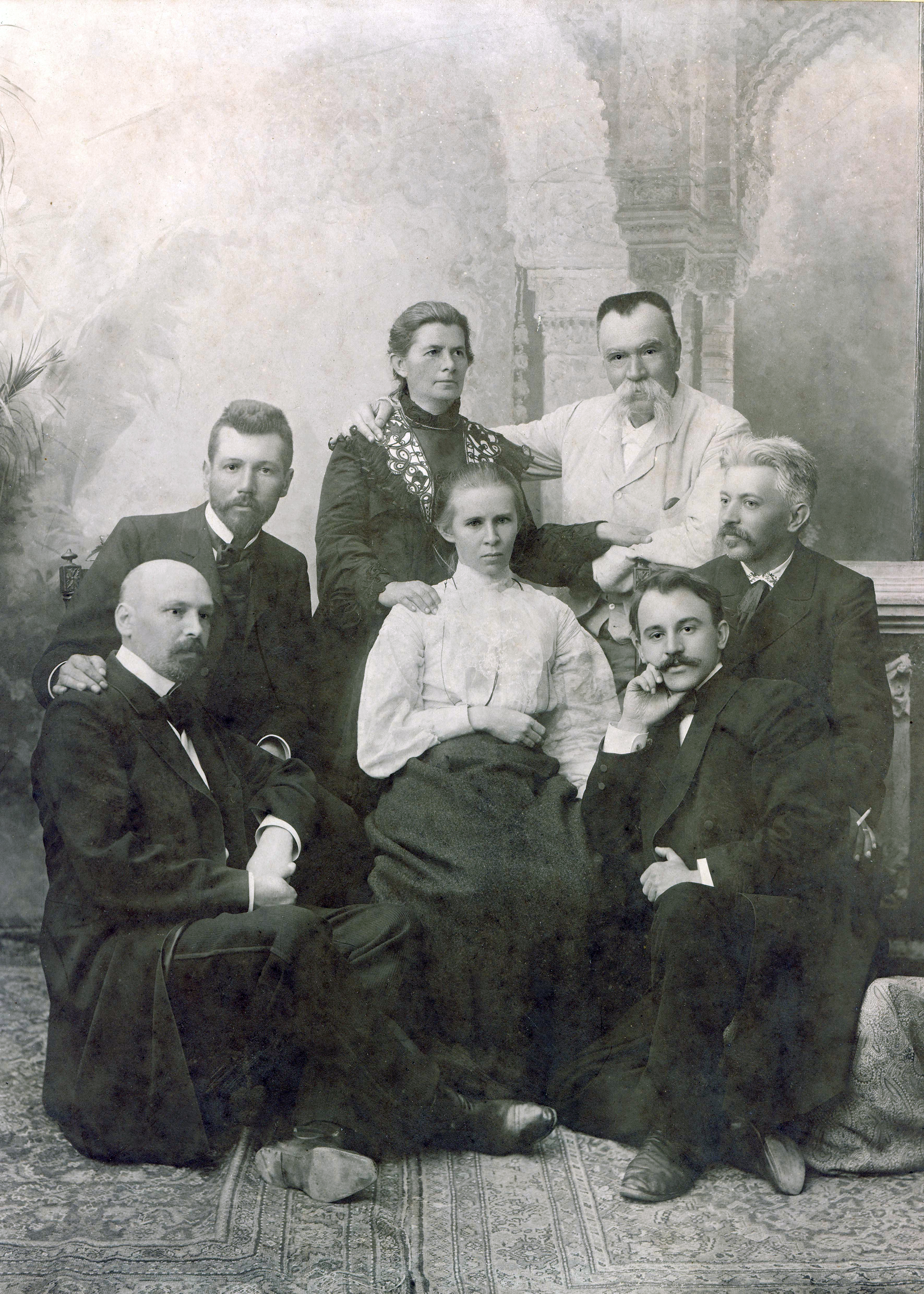
На відкритті пам'ятника Івану Котляревському у Полтаві, 1903 рік. Зліва направо: Михайло Коцюбинський, Василь Стефаник, Олена Пчілка, Леся Українка, Михайло Старицький, Гнат Хоткевич, Володимир Самійленко

Літературну діяльність Хоткевич почав у 1897 році (оповідання «Грузинка» у львівському журналі «Зоря»). Подальші твори його великої літературної спадщини: оповідання «Блудний син» (1898), «Різдвяний вечір» (1899), цикл «Життєві аналогії» (1897—1901), збірка «Гірські акварелі» (1914); протягом 1914—1915 років була написана низка оповідань під назвою «Гуцульські образки» («Дарабов», «В Коршмі», «Гуцульські Образки», уперше надруковані у 1923 році у журналі «Червоний шлях»); повість «Авірон» (1917), роман «Берестечко» та інші.
Найвизначнішим досягненням прозової творчості Хоткевича стала романтична повість з гуцульського життя «Камінна душа» (1911), кілька разів перевидана (у різних редакціях) пізніше. Хоткевич є автором низки драматичних творів, у яких відобразив антифеодальну та національно-визвольну боротьбу Українського народу.
Багата й тематично різноманітна літературно-мистецтвознавча спадщина Хоткевича. Серед іншого: «Григорій Савич Сковорода» (1920), низка наукових розвідок про Тараса Шевченка, Юрія Федьковича, Ольгу Кобилянську, «Музичні інструменти українського народу» (1930). За радянських часів Хоткевич багато перекладав із світової класики: Шекспіра («Ромео та Джульєтта» тощо), Мольєра, Шиллера, Гюґо.
Належачи за радянських часів до «політично ненадійних» і стоячи осторонь тодішніх літературних дискусій, Хоткевич, проте, був одним з найпопулярніших письменників в Україні, про що свідчить поява його «Творів» у 8 томах (1928—1932). Але далі знову почалися репресії, внаслідок чого так і лишилася незакінченою тетралогія про Тараса Шевченка, над якою Хоткевич працював з 1928 року.
Найбільш продуктивним на літературній ниві Хоткевич був у Харкові. Тут він уперше заявив про себе як талановитий поет, драматург, прозаїк, перекладач. За короткий час написав збірку поезій «Трембітині тони» (1924), п'єси «По зорі» (1925), «Вибух» (1927), «Наступ» (1931), переклав роман польського письменника Казімежа Тетмаєра «Легенда Татр» (1928), видав повість «Муца» (1928), збірку оповідань «Цісарське право» (1932), романи «Чорне озеро» (1929), «Захар Вовгура» (1932). Його роман «Довбуш» також не був повністю надрукований прижиттєво окремою книгою, але після розстрілу Хоткевича 1938 році, у архівах зберігся повний рукопис роману «Довбуш», датований 1920 роком. Згодом роман таки вийшов посмертно, а саме у 1965 році у львівському видавництві «Каменяр».

## Театральна діяльність і творчість

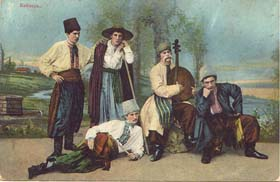
Гнат Хоткевич у студентській виставі, 1899

Ще бувши студентом, в селі Деркачах на Харківщині, Хоткевич організував сільський театр (1895). У студентські роки керував студентським театром у Харкові, що роз'їжджав по окраїнах Слобожанщини.
У 1900 році був засновником сільського театру в с. Печеніги.
У 1903 році заснував перший в Україні робітничий театр, який протягом трьох років дав понад 50 вистав, переважно української класики, українською мовою. Для нього спеціально написав ряд п'єс.
На Галичині заснував у селі Красноїлля (тепер Івано-Франківської області) Гуцульський театр. Для нього спеціально написав п'єси «Довбуш» (1909), «Гуцульський рік» (1910), «Непросте» (1911) та інші.
У 1912 році, після повернення до Харкова, відновив діяльність робітничого театру.
З інших драматичних творів Хоткевича слід ще назвати «На залізниці» (1910), історичну п'єсу «О полку Ігоревім» (1926) і тетралогію «Богдан Хмельницький» (1929), високо оцінені тодішньою критикою (Олександр Білецький). В останній частині тетралогії «Переяслав» Хоткевич, супроти офіційної концепції, засудив Переяславську угоду як акт, що призвів до поневолення України Росією.
Автор кількох десятків кіносценаріїв. Зіграв у фільмі «Назар Стодоля» (1936) роль кобзаря Кирика.
Розвідки: «Народний і середньовічний театр у Галичині» (1924), «Театр 1848 року» (1932).

## Музична діяльність і творчість

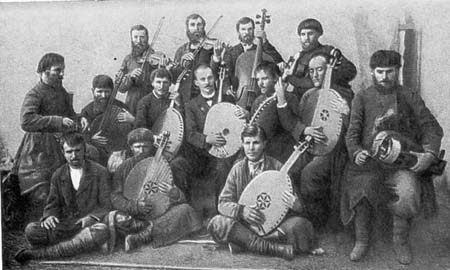
Кобзарський виступ на ХІІ Археологічному концерті в 1902 році

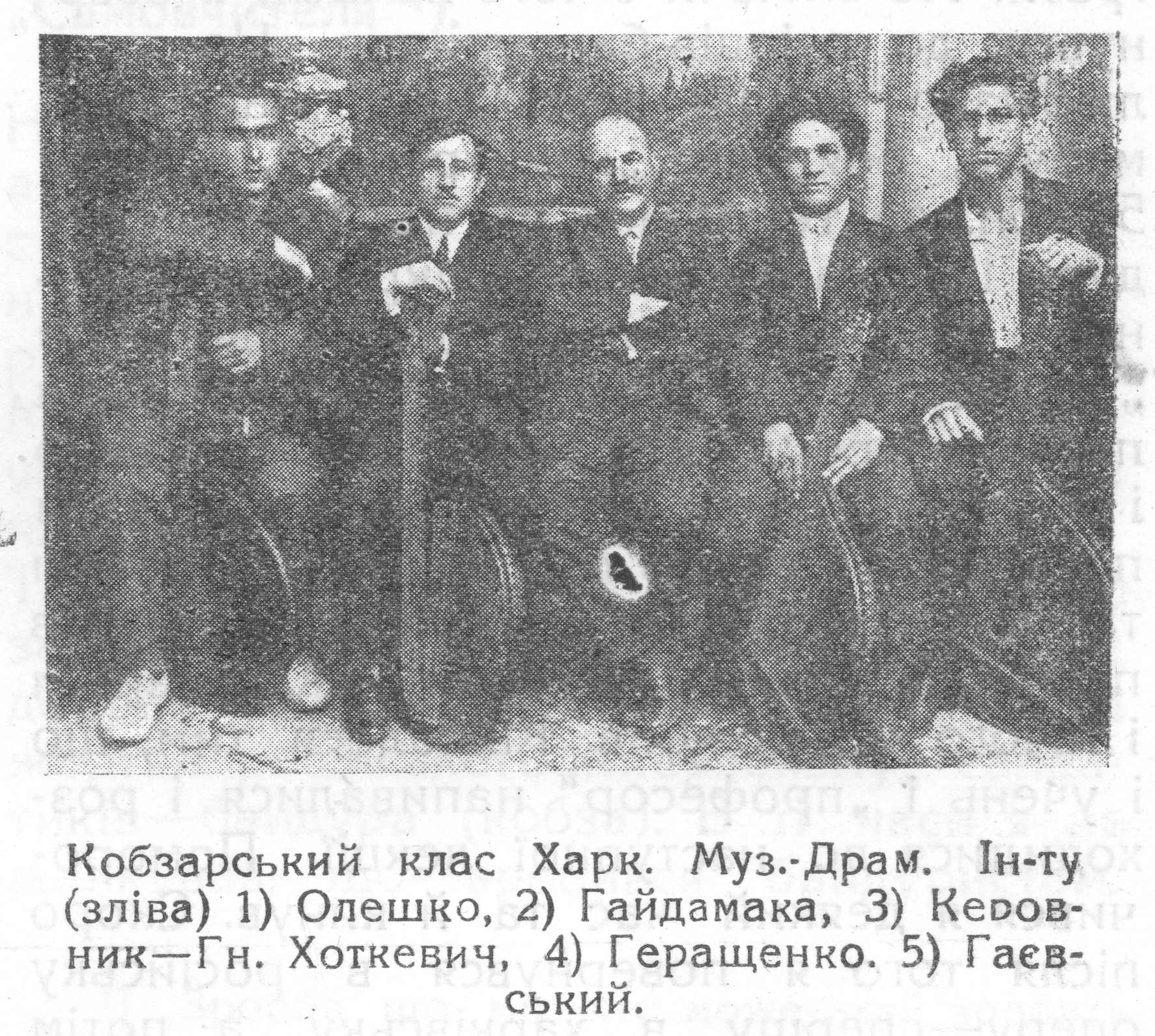
Гнат Хоткевич та Харківський квартет бандуристів на основі студентів ХМДІ

У молоді роки Хоткевич вивчав гру на скрипці у харківського професора скрипки Ільницького і досяг професійного виконавського рівня, даючи численні сольні концерти скрипкової музики. Однаково вправно володів грою на фортепіано та професійними навичками співу, співаючи баритоном. Професійна музична підготовка на скрипці допомогла йому засвоїти та удосконалити гру на бандурі та закласти ґрунт для пізнішого створення професійних курсів гри на бандурі.
Хоткевич почав вивчати гру на бандурі в 1896 році й як бандурист-соліст об'їхав майже всі великі міста України. На базі народного способу гри на бандурі, який використовували слобожанські кобзарі, Хоткевич створив свою так звану Харківську школу гри на бандурі. У 1902 році на ХІІ Археологічному з'їзді він організував виступ кобзарів та приготував доповідь, яка мала вирішальне значення для подальшого розвитку кобзарського мистецтва в Україні. Це був перший відомий виступ ансамблевого виконавства на бандурі.
У 1909 році у Львові Хоткевич видав перший підручник гри на бандурі.
У 1926–1931 роках митець керував класом бандури в Харківському Музично-драматичному інституті. Працюючи над удосконаленням конструкції бандури, створив педагогічну літературу для бандури «Підручники гри на бандурі» (1909, 1929, 1930, 1931), «Короткий курс гри на бандурі» й уклав низку композицій і обробок народних пісень.
У 1928–1931 роках керував Полтавською капелою бандуристів, для якої створив поважний репертуар. Колектив під його орудою досяг такого успіху, що став першим Українським «радянським» колективом, який отримав контракт на гастролювання Північною Америкою.

#### Музичні композиції
Хоткевич є автором близько 600 музичних творів — романсів, хорів, струнних квартетів, творів великого формату для бандури та оркестру бандур. Його «Поема про Байду», «Буря на Чорному морі», «Невільничий ринок у Кафі», «Осінь», «Софрон», «Нечай», «А в полі корчомка», «Про смерть козака бандуриста», «Про Богдана Хмельницького» сьогодні вважаються народними. Хоч чимало композицій Г. Хоткевича були видані за його життя, в 1931 році вони всі були заборонені і виключені з виконавської практики, тож на сьогодні більшість його творів забуто.
- Для хору — «Коломийки» (1919), «Зоре моя вечірняя» (1922), «Тече вода» (1922), «Реве та стогне Дніпр широкий» (1927), «Попід горою, яром, долом» (1927), «Защебетав жайворонок» (1927), «Ой діброво — темний гаю!» (1922).
- Для голосу в супроводі фортепіано — «Ой не п'ється пива, меду» (1927), «Веснянка» (1927), «У гаю гаю вітру немає» (1927), «Сонце гріє, вітер віє» (1927), «Ой я свого чоловіка» (1927), «Весна прийшла» (1927), «Минає неясний день» (1928), «Шахтарі» (1928).
- Для оркестру — «Осінь», «Містерія».
- Для бандур — «Одарочка» (1910), «Невільничий ринок у Кафі» (1913 та 1928), «Осінь» (1931), ряд мелодекламації на тексти українських поетів.
- Для голосу в супроводі бандури — «Про смерть козака бандуриста», «Про Богдана Хмельницького», «Про Козака Голоту», «Про бурю на Чорному морі».
- Для капели бандуристів — «Поема про Байду», «Буря на Чорному морі», «Заповіт», «Софрон», «Нечай», «А в полі корчомка».

#### Учні бандуристи
| - Л. Гайдамака - Г. Бажул - Г. Назаренко - В. Кабачок | - О. Геращенко - Я. Гаєцький - І. Олешко - О. Левадна |